# باتريك أغبو
باتريك أغبو (بالإنجليزية: Patrick Umomo Agboh)‏ هو لاعب كرة قدم نيجيري في مركزي الوسط والهجوم، ولد في 21 أكتوبر 1981 في كادونا في نيجيريا. لعب مع FC Spartak Ivano-Frankivsk ‏.

## وصلات خارجية
- باتريك أغبو على موقع اتحاد أوكرانيا (الإنجليزية)